# هرمانس هوفته
هرمانس هوفته (انگلیسی: Hermannus Höfte؛  – ۱۸ ژانویهٔ ۱۹۶۱) ورزشکار روئینگ اهل پادشاهی هلند بود.